# Alter Markt (Salzburg)

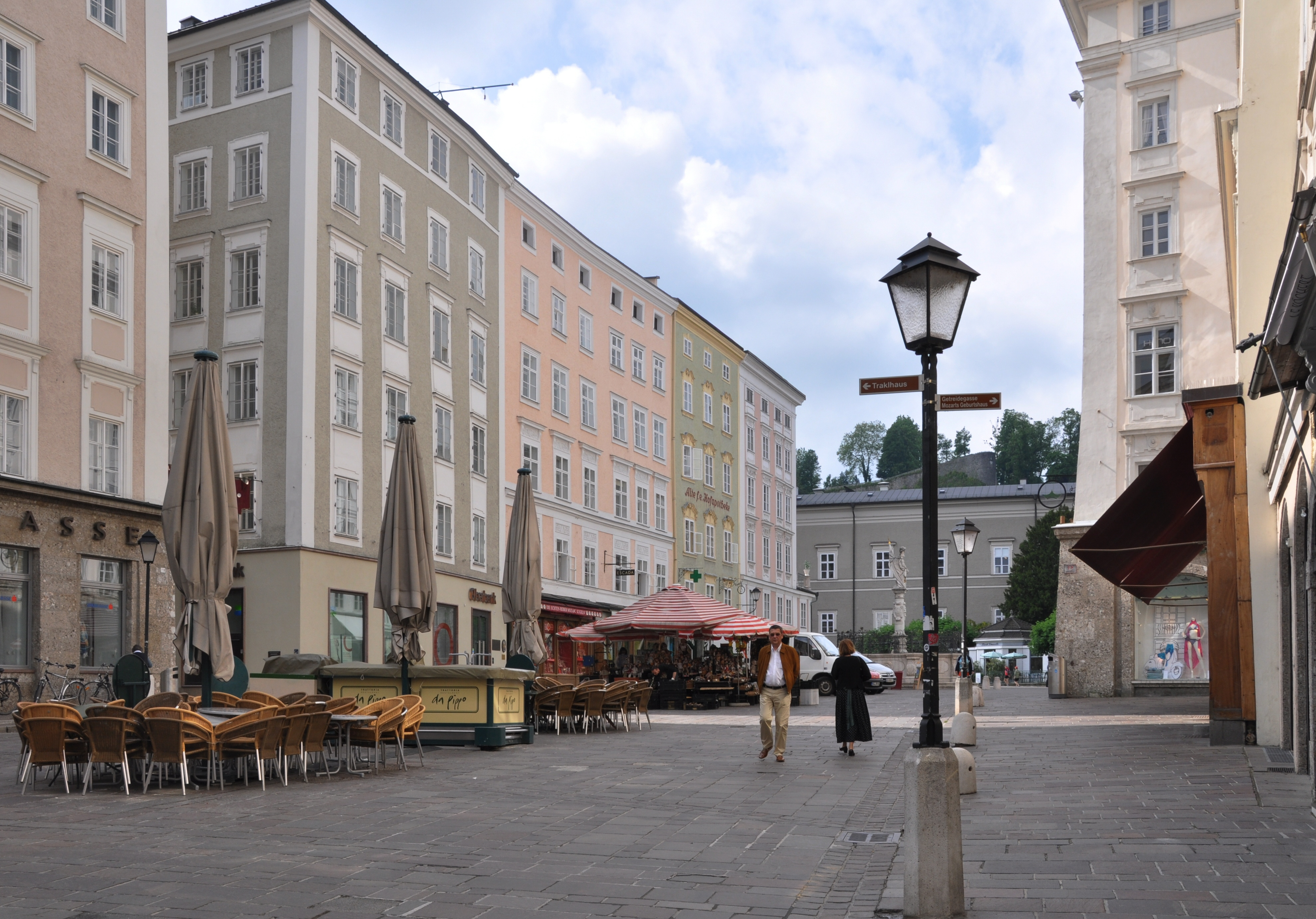
Alter Markt (2013)

Der Alte Markt, früher Marktplatz, in der Altstadt von Salzburg befindet sich linksseitig der Salzach. Er wurde Mitte des 13. Jahrhunderts planmäßig angelegt und ist der dritte Marktplatz nach dem Waagplatz und dem kleinen Platz am östlichen Kreuzungspunkt von Brodgasse und Goldgasse.
Der Alte Markt wurde früher nicht nur als Marktplatz genutzt, sondern war auch lange Zeit der festliche Rahmen für volkskulturelle Veranstaltungen; so für den Pfingsttanz, den Schwerttanz der Dürrnberger Bergwerksknappen und für das Johannisfeuer zur Sommersonnenwende. Auch fanden hier alljährlich der Barfußtanz der Bäcker sowie der Metzgersprung statt.
Der Platz ist umgeben von einem geschlossenen barocken Bauensemble, in seiner Mitte steht der kunstvoll gestaltete Florianibrunnen. Auf dem Platz befindet sich unter anderem das Café Tomaselli.

## Der einstige Marktbetrieb

### Die Wochenmärkte
Der Marktplatz war einst der zentrale Salzburger Wochenmarkt. Hier wurden im 18. und 19. Jahrhundert Milchprodukte (Schmalz, Butter und Käse), Pilze, Obst und Gemüse (darunter Erdäpfel, Sauerkraut, Rüben, Zwiebeln und Knoblauch) verkauft. Der nordwestliche Teil war zudem Geflügelmarkt.
Im Norden schloss im Raum Kranzlmarkt und dem Nordende der Sigmund-Haffner-Gasse der Milchmarkt an, wo auch Kräuter verkauft wurden. Im späten 18. Jahrhundert war ebendort dann der Markt für Vögel, Zierblumen und Zierkränze (daher der heutige Name Kranzlmarkt). Der Großhandel von Obst, Eiern und Erdäpfeln befand sich im südöstlichen Teil des Platzes. Vor dem Toskanatrakt der Residenz wurde für Vorkäufer und Viktualienkäufer Schmalz, Butter und ebenfalls Eier angeboten. Zudem wurde hier Brei gehandelt.
Im 16. früheren Jahrhundert wurde vor dem Toskanatrakt der Residenz am Südende des heutigen Alten Marktes Käse verkauft. Eine in der frühen Neuzeit verbaute Gasse hieß nach diesem mittelalterlichen Käsemarkt Käsgasse. Im 16. Jahrhundert lag der Milch- und Kräutermarkt im angrenzenden Raum der Brodgasse in diesem Raum auch der Hafnermarkt. Der Kranzlmarkt war von 1452 bis 1585 Eiermarkt, danach Hirsemarkt (nach dem alten Namen der Hirse Preinmarkt genannt) und Hühnermarkt.
1857 übersiedelte der Wochenmarkt auf den heutigen Universitätsplatz. Der Platz, der zuvor Marktplatz genannt worden war, erhielt nun den Namen Alter Marktplatz. Von 1866 bis 1927 hieß der Platz nach dem jüngsten Bruder Kaiser Franz Josefs Ludwig-Victor-Platz. Der Erzherzog war damals als großer Wohltäter Salzburgs weitum bekannt und beliebt.

### Die Jahresmärkte
Der heutige Alte Markt war zudem bis 1889 der Standort des jährlichen Fastenmarktes, welcher sich seit 1813 auch auf den Universitätsplatz und den Residenzplatz hin ausbreitete und war bis 1856 Standort des Herbstmarkts, auch Rupertimarkt genannt.

## Der Florianibrunnen

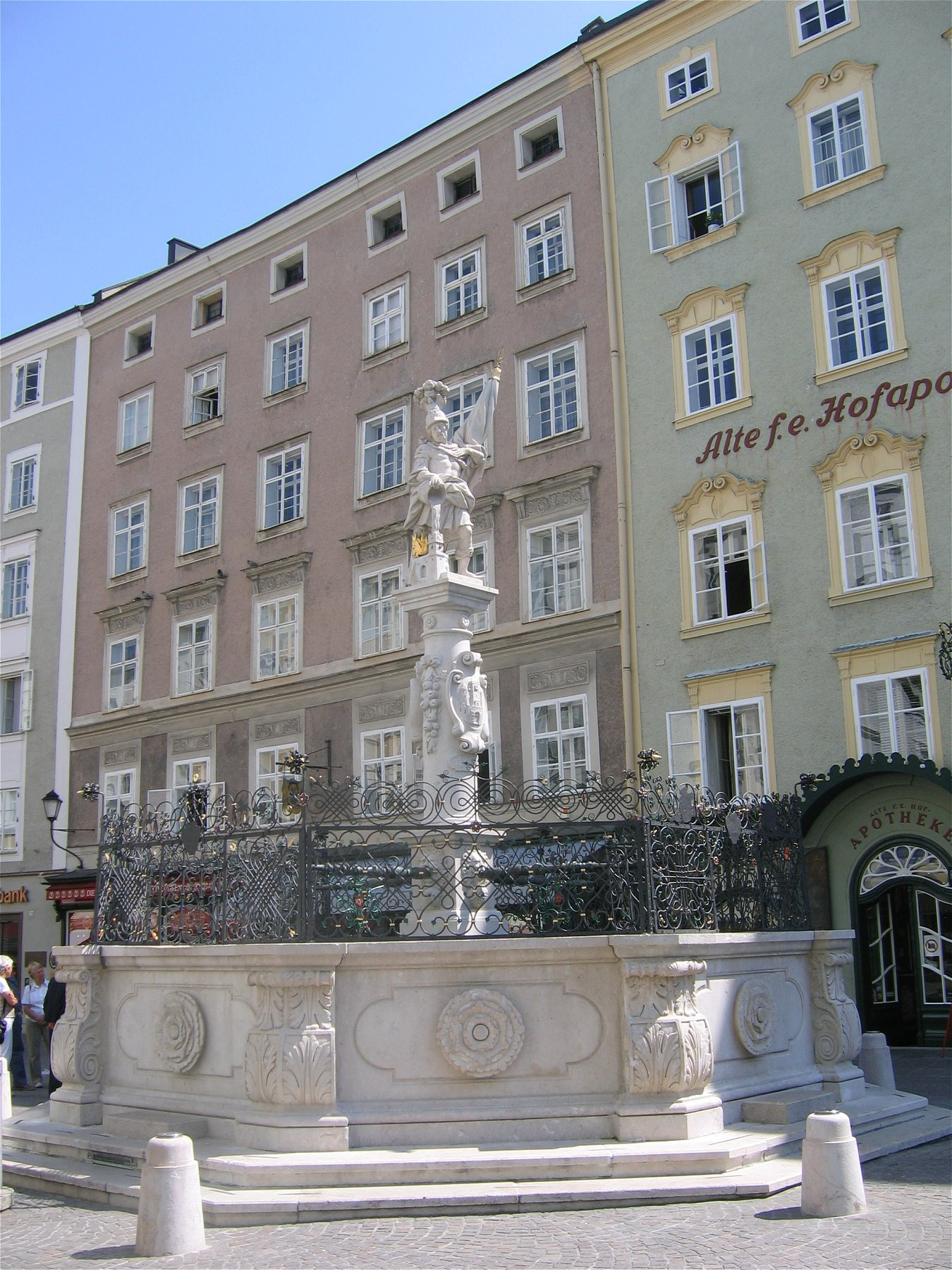
Florianibrunnen

Zuerst stand in der Mitte des Marktplatzes ein Ziehbrunnen. In der Mitte des Alten Marktes steht der alte Marktbrunnen, der urkundlich anstelle eines alten Ziehbrunnens 1488 hier errichtet wurde, als erstmals Wasser vom Gaisberg über die Stadtbrücke bis zum Alten Markt geleitet werden konnte.
Der älteste erhaltene Teil des Brunnens ist das kunstvoll-zierliche Spaliergitter. Es zierte schon den Vorläufer des heutigen Brunnens und wurde 1583 von Wolf Guppenberger geschaffen. Vom selben Kunsthandwerker, einem Hufschmied, stammt auch des Wirtshausschild des Hauses Getreidegasse 33. Seiner Zeit wurde das kunstvolle Gitter viel bestaunt. Es zeigt allerlei Figuren aus Eisenblech, etwa Reiter, Vögel, Einhörner und Wappenschilde. Heute ist das Gitter einfarbig, einst aber war es bunt bemalt. Die drei Wappenschilde zeigen jene von Fürsterzbischof Johann Jakob von Kuen-Belasy sowie die Wappen des Landes und der Stadt Salzburg.
Die Brunnensäule stammt aus dem Jahr 1687 trägt ebenso wie das schmiedeeiserne Gitter als städtischer Brunnen das Wappen der Stadt Salzburg. 1685–87 erhielt der Brunnen auch sein heutiges achtseitiges Marmorbecken mit den Rosetten auf den Seitenflächen und den Akanthusblättern an den vorspringenden Ecken. Auch die ringsum verlaufenden zwei marmornen Treppenstufen stammen aus dieser Zeit.
Die Statue an der Spitze der Brunnensäule stellt den Heiligen Florian dar und wurde als jüngster Teil des heutigen Brunnens 1734 von Josef Anton Pfaffinger geschaffen. Der heilige Florian, Schutzpatron der Feuerwehr, war und ist als Brunnenfiguren besonders beliebt. Der Florianibrunnen war bis um 1800 Mittelpunkt des alljährlichen Metzgersprunges, der stets am Aschermittwoch stattfand. Hier wurden die ausgelernten Metzgerlehrlinge, nachdem sie sich im Brunnen von ihren „Sünden reingewaschen“ hatten, feierlich zu freien Metzgergesellen erklärt.

## Die Häuser um den Alten Markt
Der Alte Markt besteht heute aus stattlichen Zeilen von Bürgerhäusern, deren Kern meist ins Mittelalter reicht, die aber vielfach frühneuzeitlich überprägt sind.

### Das Haus Alter Markt 3

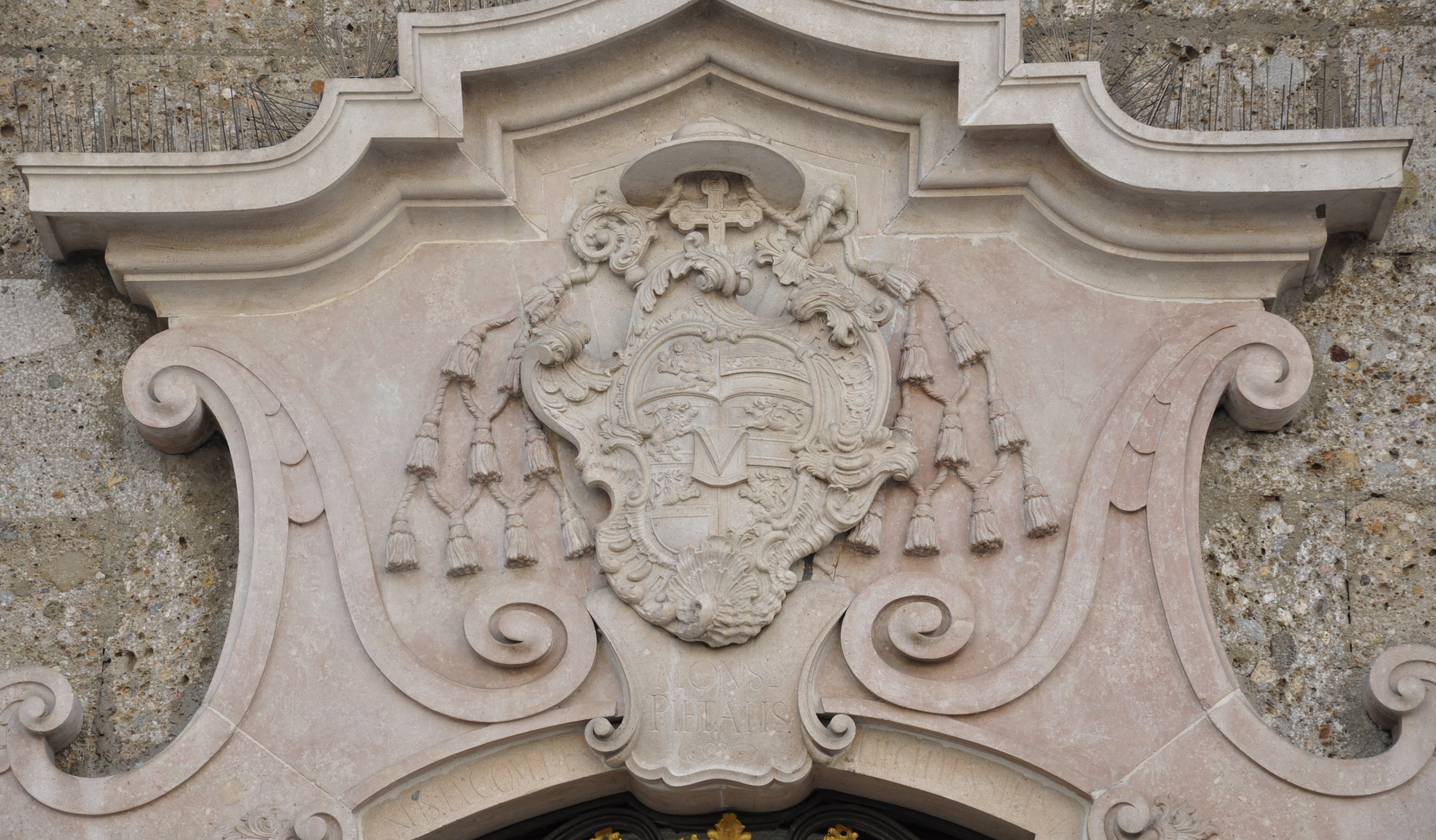
Wappen des Erzbischofs Jakob Ernst von Liechtenstein-Kastelkorn am Haus Alter Markt 3

(Heute Hauptanstalt der Salzburger Sparkasse). Dieses frühere Doppelhaus wurde auf römischen Fundamenten aufgebaut. Hier fanden sich Reste eines Hypokaustums, Mosaikreste und 150 römische Münzen. Das Haus besitzt heute ein spätbarockes Marmorportal mit gestuften Pilastern aus dem ehemaligen Leihhaus, welches bis 1907 am Makartplatz stand. Das Portal zeigt das Wappen des Fürsterzbischofs Jakob Ernst von Liechtenstein zeigt und eine Inschrift des Jahres 1747.

### Die Alte fürsterzbischöfliche Hofapotheke

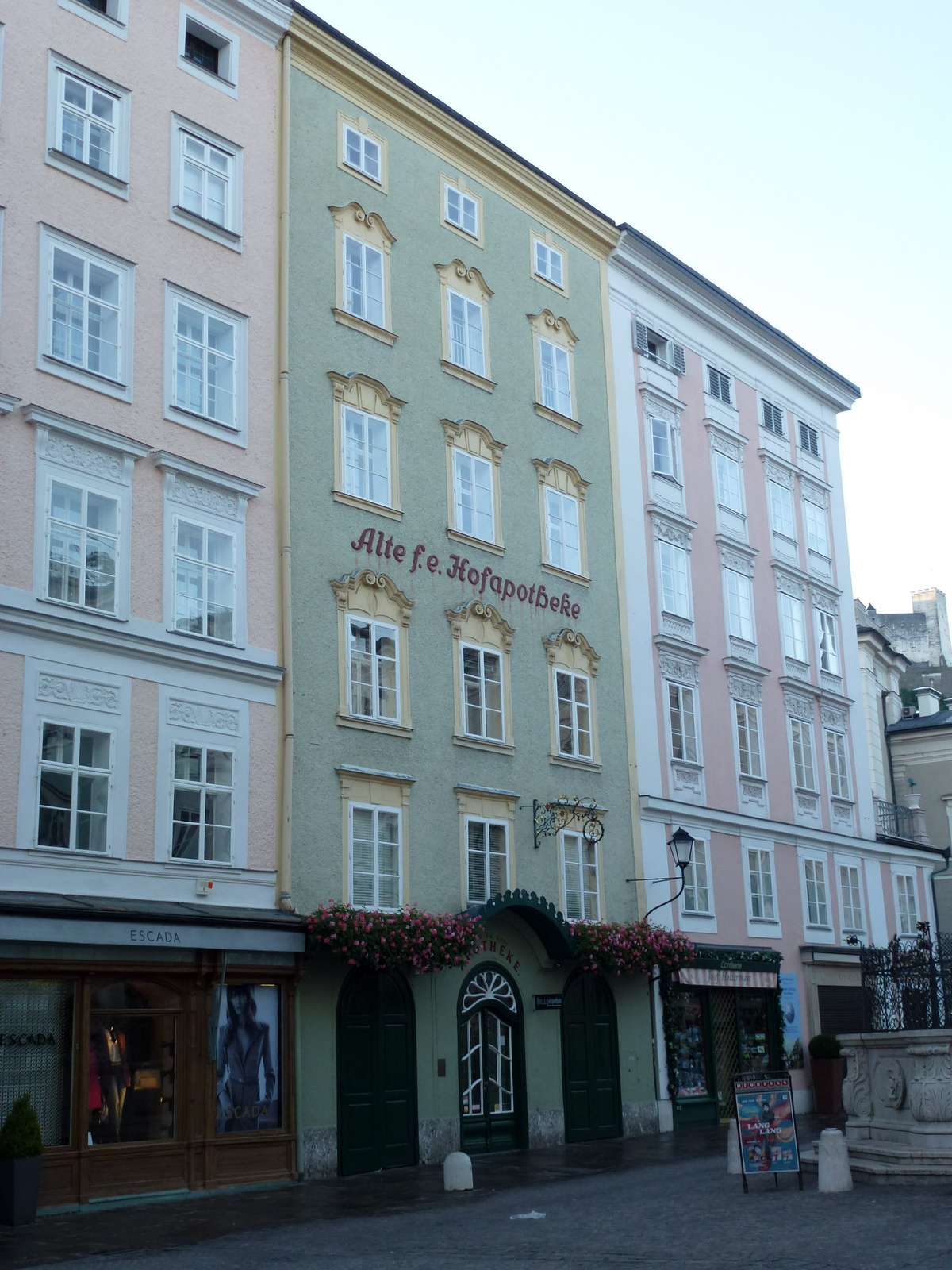
Alte fürsterzbischöfliche Hofapotheke

Die Alte fürsterzbischöfliche Hofapotheke in Salzburg befand sich früher im Haus Alter Markt 7, heute im Haus Alter Markt 6. Das Haus Nr. 6 beherbergt seit etwa 1910 die Alte Hofapotheke. Es besitzt spätbarocke Fensterumrahmungen. Die bis heute ununterbrochen weitergeführte Apotheke kann hier samt der mit übersiedelten beeindruckenden Einrichtung besichtigt werden.
Im Haus Alter Markt 7 bestand diese Apotheke seit 1591, nachdem der Apotheker Heinrich Merode das Gebäude gekauft hatte. 1647 wurde diese Apotheke dann zur fürsterzbischöflichen Hofapotheke ernannt. Im 18. Jahrhundert erfuhr sie ihre noch heute sichtbare Rokoko-Ausgestaltung. Die im Nachbarhaus bis heute erhaltene Einrichtung dieser Apotheke, also Regale, Rezepturtisch, Geräte und Gefäße stammt aus der Zeit um 1760.
Das im Kern spätgotische Haus Nr. 7 besitzt heute eine klassizistische Fassade mit Stuckdekor (um 1800) und hat einen zweigeschoßigen barocken Anbau. Bemerkenswert ist auch das erhaltene kleingliederige spätmittelalterliche Grabendach. In dem Haus lebte und starb auch der bekannte Salzburger Carl Petter, Hofapotheker und Direktor des städtischen Museums, der auch den Apothekerhof in Parsch besaß. Eine Gedenktafel am Haus erinnert an ihn.

### Das Café Tomaselli

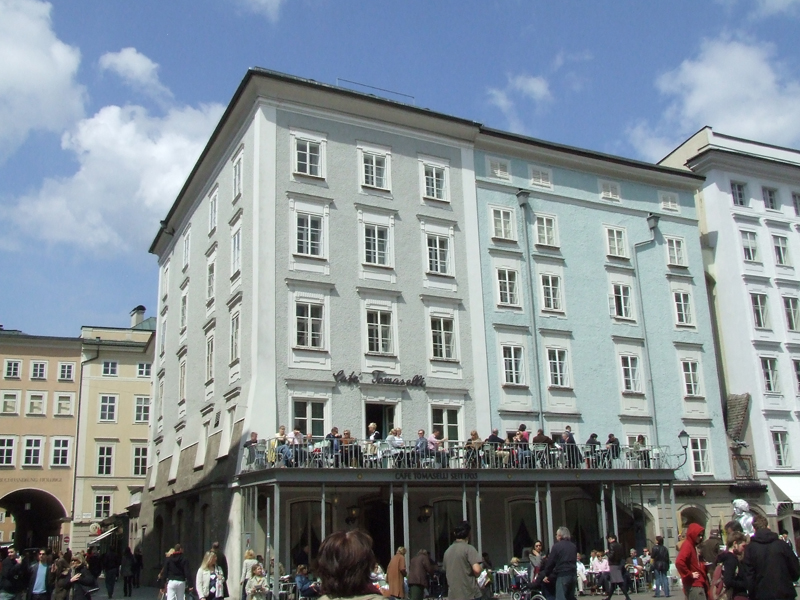
Café Tomaselli

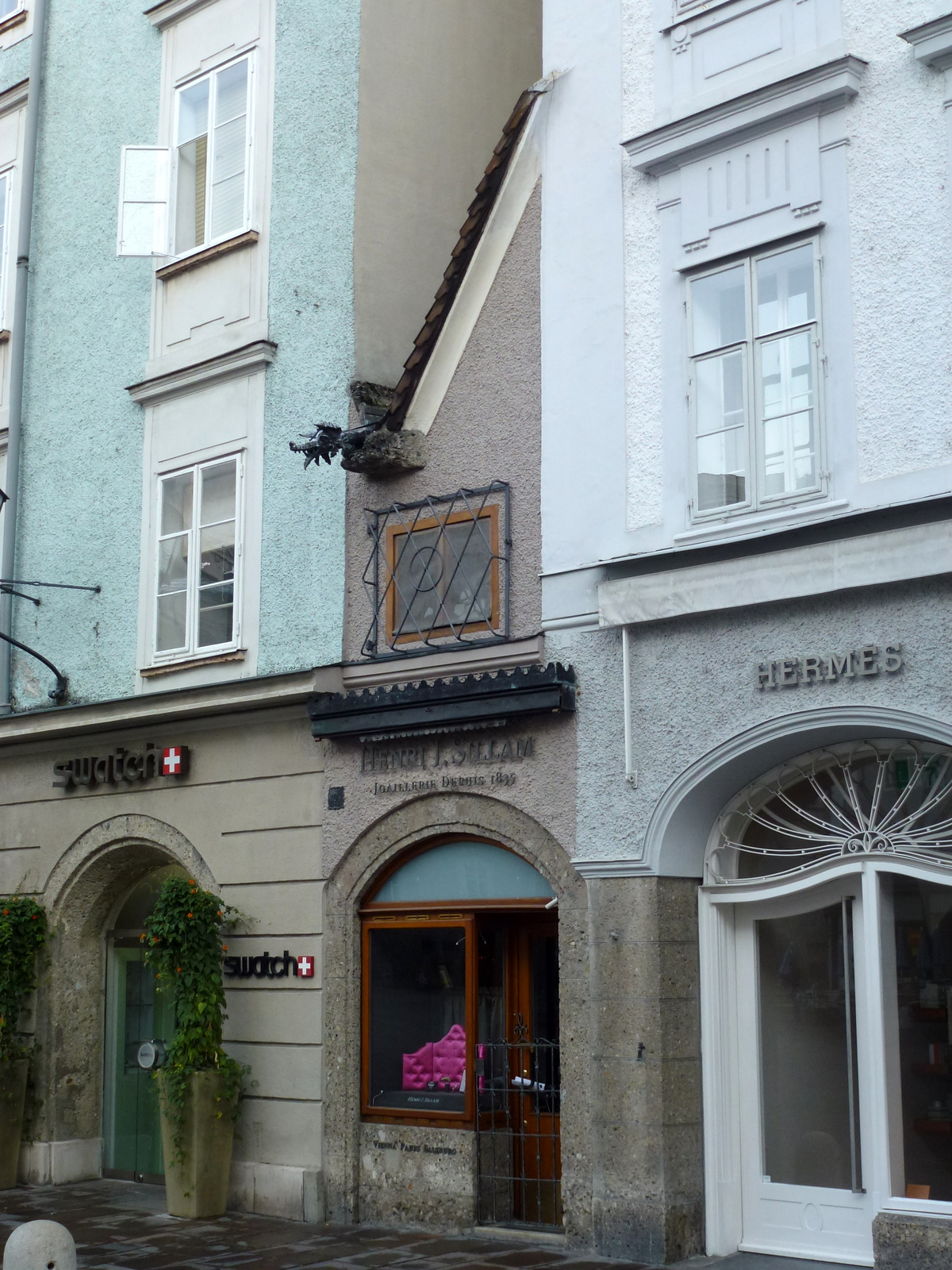
Das kleinste Altstadthaus Salzburgs

In diesem Haus wohnte von 1820 bis 1826 Konstanze Nissen, die Witwe von Wolfgang Amadeus Mozart mit ihrem zweiten Ehemann Georg Nikolaus von Nissen. Das Café Tomaselli (Alter Markt 9 und 10) ist das älteste erhaltene Caféhaus Salzburgs und das älteste innerhalb der Grenzen des heutigen Österreichs, möglicherweise sogar das älteste ständig bestehende Caféhaus Mitteleuropas.
Am 31. März 1700 wurde dem Salzburger Hofrat mit französischen Wurzeln Johann Fontaine (auch Jean Fontain) die Erlaubnis zum Ausschank von Kaffee, Tee, und Schokolade erteilt. Erst befand sich sein Lokal im Haus Goldgasse 5. Nach ihm und seiner Tochter übernahm hier Joseph Johann Hruby und danach dessen Tochter Maria Josepha und dann deren Ehemann, der Hoftrompeter Franz Engelhardt das Caféhaus.
1752 übernahm dieses dann der Hofmeister des Bischofs von Lavant Anton Staiger, nach dem es lange „Staigersches Caféhaus“ hieß und der das zuvor sehr einfache Caféhaus zu neuem Glanz brachte und 1764 auch die Übersiedelung an den heutigen Standort vornahm. Seit damals befindet sich dieses Café ununterbrochen am heutigen Standort.
1852 übernahm der Sohn des gefeierten Tenorsängers und Freundes der Familie Mozarts Giuseppe Tomaselli mit dem Vornamen Carl das Caféhaus. Diese Familie Tomaselli ist bis heute Mitbesitzer des Salzburger Traditionslokales.

### Das kleinste Haus Salzburgs
Mit 1,42 Meter Breite steht neben dem Caféhaus Tomaselli das kleinste Haus der Stadt. Das winzige Häuschen (Alter Markt 10 a) entstand durch Verbauung eines Gässchens (zwischen 1830 und 1860).